# Светотехника (журнал)
Журнал «Светотехника» (англ. Light & Engineering) — периодическое научно-техническое издание с частотой выпусков 6 номеров в год. В журнале публикуются статьи, рассказывающие о событиях светотехнической отрасли. Входит в перечень российских рецензируемых научных журналов, в которых должны быть опубликованы основные научные результаты диссертаций на соискание учёных степеней доктора и кандидата наук. Выпускается с 1932 года.

## Описание
С 1993 года журнал издается в двух вариантах: на русском, как «Светотехника», и на английском, как «Light & Engineering». Журналы идентичны переводом статей, при этом русская версия журнала дополнена территориальным компонентом: отраслевыми стандартами России, а также дискуссиями по российским научным и отраслевым проблемам.
Журнал «Светотехника / Light & Engineering» входит в основные международные наукометрические базы индексирования — Scopus, Web of Science и в российский РИНЦ,.
Членами редакционной коллегии в журнале работают учёные мирового уровня, включая действующих и бывших руководителей Международной комиссии по освещению (МКО): Wout van Bommel, Franz Hengstberger, и Yoshi Ohno. Журнал имеет корреспондентское представительство в Аргентине, Турции, Индии, Финляндии, Греции и ряде других стран
В 2006 году журнал был включён в список лучших мировых изданий светотехнической тематики Международной комиссией по освещению (MKO) (англ. CIE). МКО подчеркнула проблему узкой специализацией журналов светотехнической тематики и призвала университеты и другие академические и исследовательские учреждения во всем мире стимулировать молодых ученых выбирать свет и освещение в качестве своей научной карьеры.

За последние 20 лет в стране не было выпущено ни одного учебника по светотехнике ни по одному из направлений нашей науки (кроме СКС‑3 в 2006 году). И в этой ситуации единственными объединяющими факторами явились журнал «Светотехника» и «Справочная книга по светотехнике». 

## Спецвыпуски
По материалам специализированных конференций выходят тематические спецвыпуски журнала «Светотехника» на русском языке.
В 2018 году на базе докладов конференции «Свет в музее», их обсуждений и дискуссий в рамках тематических круглых столов, вышел номер «Светотехника. Свет в музее». Конференция прошла 18—20 апреля 2018 года в Санкт-Петербурге в Государственном Эрмитаже.
В 2018 году вышел первый номер периодического приложения журнала «Светотехника для детей и их родителей».
В 2019 году вышел спецвыпуск «Светотехника. Международная научно-техническая конференция по применению светодиодных фитооблучателей». Конференция прошла 09-10 сентября 2019 года в Москве.

## История
Журнал «Светотехника» стал самостоятельным изданием в 1932 году, до этого момента статьи данной тематики издавались в журнале «Электричество» и другой периодике отрасли.
Основателями стали профессора Шателен Михаил Андреевич и Белькинд Лев Давидович. Издание было запущено в рамках выполнения постановления ЦК ВКП(б) от 5 августа 1931 года «О развертывании производственно-технической пропаганды». Впервые журнал был издан под руководством Всесоюзного электротехнического объединения (ВЭО) и Всесоюзной ассоциации лабораторий осветительной техники. Главным редактором 2 года являлся Топчиян Еновк Никитич. Л. Д. Белькинд, С. О. Майзель, А. П. Иванов стали членами редколлегии.
Целью журнала М. А. Шателен обозначил защиту и охрану здоровья, повышение производительности труда, улучшение условий труда и быта трудящихся, уменьшение потерь и брака в производстве благодаря применению качественного освещения во всех областях жизнедеятельности человека.
С 1933 по 1938 годы пост главного редактора занимал Белькинд Лев Давидович. За свои многочисленные заслуги, проф. Белькинд был удостоен звания Заслуженного деятеля науки и техники.
В 1939—1955 годах журнал не издавался из-за событий Второй Мировой Войны и последующего за ней тяжёлого периода.
В 1955 году по инициативе Мешкова Владимира Васильевича, который на тот момент был заведующим кафедры светотехники МЭИ, публикации журнала возобновились. Главным редактором стал Мешков В. В., который привлёк в редколлегию выдающихся светотехников того времени — С. О. Майзеля, П. М. Тиходеева, Бориса Федоровича Федорова, Глеба Михайловича Кнорринга и многих других.
В послевоенные годы журнал был органом Министерства электротехнической промышленности СССР и Центрального правления Научно-технического общества энергетики и электротехнической промышленности. Журнал публиковал научно-технические, информационные, библиографические, хроникальные и другие материалы по светотехнической отрасли в СССР и за рубежом. В 1975 году тираж составлял 10,8 тыс. экз.
С 1969 по 2016 год на посту главного редактора находился Айзенберг Юлиан Борисович. После 2016 года он занимает должность шеф-редактора журнала.
В 2016 году пост главного редактора занял Будак Владимир Павлович.
За многие годы реализации задач, поставленных основателями журнала, опубликовано почти 7000 научных работ по основным научным, инженерным и производственным направлениям светотехники. Значительное число выпущенных в журнале статей вызывали дискуссии в светотехническом обществе, которые также неоднократно публиковались на страницах издания, что приводило в итоге к решению целого ряда, как научных, так и практических конструкторских или производственных вопросов внутри отрасли.

## Учредители журнала
1. Академия электротехнических наук РФ
2. Всесоюзный научно-исследовательский светотехнический институт (ВНИСИ) им. С. И. Вавилова
3. Национальный исследовательский университет «МЭИ»

## Главные редакторы журнала
- 1932—1933 — Топчиян Еновк Никитич
- 1933—1938 — Белькинд Лев Давидович
- 1939—1955 — журнал не издавался
- 1955—1968 — Мешков Владимир Васильевич
- 1969—2016 — Айзенберг, Юлиан Борисович
- 2017 — н.в. — Будак Владимир Павлович

## Тематические разделы
- зрительное и незрительное воздействие излучения на человека
- теория светового поля
- фотометрия и колориметрия
- источники излучения
- пускорегулирующие аппараты
- световые приборы, конструирования их и технологии производства
- осветительные и облучательные установки
- световая сигнализация
- методы математического моделирования световых приборов и установок
- проблемы энергосбережения в освещении, вопросы монтажа и эксплуатации осветительных установок
- современные технологии производства светотехнических изделий
- системы управления освещением
- новаторские проектные решения
- инновациям в освещении и светодизайну
- изучение влияния на растение и животных, проблемы использования света в медицине
- проблемы обеззараживания помещений, воды и устранения запаха с помощью технологии использования УФ-излучения
- проблемы света в океане и космосе